# 사기예방프로젝트 트릭
《사기예방프로젝트 트릭》은 2007년 5월 10일부터 2007년 10월 11일까지 SBS에서 방송된 텔레비전 프로그램이다.

## 기획 의도
날로 증가하고 있는 사기 사건에 대한 경각심을 일깨우고, 사기 피해 예방을 위한 정보재연물. 생활밀착형 사기사건, 전대미문의 희한한 사기사건 등을 재연으로 재구성하고, 전문가들의 의견을 청취하여 예방과 해결책을 모색하는 프로그램. SBS 사기피해 예방 프로젝트 ‘트릭’ SBS 사기피해 예방 프로젝트 ‘트릭’은 사기 피해를 줄이기 위한 대국민 캠페인으로써 사기로부터 노출되어 있는 국민들의 경각심을 일깨워준다는 목적으로 제작된다. 사기 사건의 전모에서부터 수사경로, 수사종결에 이르기까지 사기에 관한 전반적인 과정과 결과를 심층적으로 분석하고, 누구도 예외일 수 없는 신종 사기 및 지능적인 사기 행각의 예방법을 제시해준다. 또한 사기를 당해서 경제적, 심리적으로 어려운 상황에 놓인 이웃들의 이야기를 소개하여 그들을 돕는 방안을 모색한다.

## 방송 일정
| 방송 채널 | 방송 기간                   | 방송 시간                       |
| SBS TV    |                             |                                 |
| --------- | --------------------------- | ------------------------------- |
| SBS TV    | 2007년 5월 10일 ~ 9월 27일  | 목요일 저녁 6시 50분 ~ 8시      |
| SBS TV    | 2007년 10월 4일 ~ 10월 11일 | 목요일 저녁 6시 25분 ~ 7시 15분 |

## 진행자
- 전노민

## 같이 보기
- 사기죄
- 범죄